# Batu Malenggang
Batu Malenggang is een bestuurslaag in het regentschap Langkat van de provincie Noord-Sumatra, Indonesië. Batu Malenggang telt 7797 inwoners (volkstelling 2010).